# Вайден-ан-дер-Марх
Ва́йден-ан-дер-Марх (нем. Weiden an der March) — коммуна (нем. Gemeinde) в Австрии, в федеральной земле Нижняя Австрия.
Входит в состав округа Гензерндорф. Население составляет 921 человек (на 31 декабря 2005 года). Занимает площадь 55,8 км². Официальный код — 30865.

## Политическая ситуация
Бургомистр коммуны — Йозеф Динст (АНП) по результатам выборов 2005 года.
Совет представителей коммуны (нем. Gemeinderat) состоит из 15 мест.
- АНП занимает 12 мест.
- СДПА занимает 3 места.